# 陕西都指挥使司
陕西都指挥使司，明朝十六个都指挥使司之一。
洪武二年（1369年）四月置陕西等处行中书省。洪武三年（1370年）十二月置西安都卫，治西安府。洪武八年（1375年）十月改西安都卫为陕西都指挥使司。洪武九年（1376年）六月改陕西行中书省为陕西承宣布政使司。陕西都指挥使司属于右军都督府。

## 下辖卫所
- 西安左护卫（后为神武右卫）
- 西安右护卫
- 西安中护卫（后为神武前卫）
- 西安左卫
- 西安右卫（改西安中护卫）
- 西安前卫
- 西安后卫
- 华山卫（改西安左护卫，又改神武右卫）
- 泰山卫（改西安右护卫）
- 延安卫
- 绥德卫
- 平凉卫
- 庆阳卫
- 宁夏卫
- 临洮卫
- 巩昌卫
- 西宁卫（后属行都司）
- 汉中卫
- 凉州卫（后属行都司）
- 庄浪卫（后属行都司）
- 兰州卫
- 秦州卫
- 岷州军民指挥使司
- 洮州卫
- 河州军民指挥使司
- 甘肃卫（后为甘州后卫）
- 山丹卫（后属行都司）
- 永昌卫（后属行都司）
- 凤翔千户所
- 金州千户所
- 宁夏中护卫
- 西河中护卫（后改云南中护卫，革）

后来改制：
- 西安右护卫（泰山卫改）、西安左卫、西安前卫、西安后卫、延安卫、汉中卫、平凉卫、绥德卫、宁夏卫、庆阳卫、巩昌卫、临洮卫、兰州卫、秦州卫、岷州卫（旧军民指挥使司，嘉靖二十四年添设岷州，四十年革，后存卫）、河州卫（旧军民指挥使司）、洮州卫、宁夏中护卫、甘州中护卫、安东中护卫、宁夏前卫
- 阶州卫、沙州卫、灵山千户所：原有后革
- 后设：宁夏中卫、宁夏中屯卫（旧和州卫）、宁夏左屯卫、宁夏右屯卫、宁羌卫、靖虏卫、固原卫、榆林卫、宁夏后卫（以花马池千户所改）、兴安千户所（旧金州千户所，万历十年改）、凤翔千户所、礼店前千户所

原设：沔县千户所、环县千万所、文县千户所、阶州千户所（旧属秦州卫，嘉靖二十二年改属都司）、灵州千户所、西安千户所、西固城千户所、归德千户所、镇羌千户所、安边千户所、平虏千户所、兴武营千户所、镇戎千户所、宁夏平虏千户所、秦府仪卫司、庆府仪卫司、肃府仪卫司、韩府仪卫司、宁夏群牧所、安东群牧所、甘州群牧所